# Pier Luigi Rachele
Pier Luigi Rachele (* 24. November 1935 in Foggia) ist ein italienischer Diplomat im Ruhestand.

## Studium
1958 schloss er ein Studium der Politikwissenschaft an der Universität Cagliari ab.

## Werdegang
1961 trat er in den auswärtigen Dienst.
Von 1964 bis 1971 war er Vizekonsul in New York City und Gesandtschaftssekretär erster Klasse in Helsinki.
Von 1971 bis 1973 wurde er in Rom beschäftigt.
Von 1974 bis 1977 leitete er die Abteilung Subsahara-Afrika.
Von 1978 bis 1982 leitete er die Öffentlichkeitsarbeit in Washington, D.C., wo er 1983 zum Gesandten zweiter Klasse ernannt wurde.
Von 1984 bis 1991 wurde er in Rom beschäftigt.
1988 wurde er Stellvertreter des Leiters der Personalverwaltung.
1990 wurde er zum Ministre plénipotentiaire ernannt.
Von 1991 bis 1995 war er Botschafter in Tel Aviv.
Von 1995 bis 1996 leitete er die Abteilung Migration.
Von 1997 bis Oktober 1999 gehörte er zum Stab des Generalsekretärs, Ministerium für auswärtige Angelegenheiten und internationale Zusammenarbeit (Italien).
Von Oktober 1999 bis 12. April 2003 italienischer Botschafter in Wien.
| Vorgänger                | Amt                                             | Nachfolger         |
| ------------------------ | ----------------------------------------------- | ------------------ |
| Alberto Leoncini Bartoli | Italienischer Botschafter in Tel Aviv 1991–1995 | Giuseppe Panocchia |
| Joseph Nitti             | Italienischer Botschafter in Wien 1999–2003     | Raffaele Berlenghi |